# Stenoglene gemmatus
Stenoglene gemmatus is een vlinder uit de familie Eupterotidae. De wetenschappelijke naam van deze soort is voor het eerst geldig gepubliceerd in 1921 door Wichgraf.
De soort komt voor in tropisch Afrika.